# Scaphura
Scaphura is een geslacht van rechtvleugeligen uit de familie sabelsprinkhanen (Tettigoniidae). De wetenschappelijke naam van dit geslacht is voor het eerst geldig gepubliceerd in 1825 door Kirby.

## Soorten
Het geslacht Scaphura omvat de volgende soorten:
- Scaphura argentina Hebard, 1931
- Scaphura conspurcata Brunner von Wattenwyl, 1878
- Scaphura denuda Guérin-Méneville & Percheron, 1836
- Scaphura edwardsii Westwood, 1828
- Scaphura elegans Serville, 1838
- Scaphura fasciata Brunner von Wattenwyl, 1878
- Scaphura infuscata Brunner von Wattenwyl, 1878
- Scaphura lefebvrei Brullé, 1835
- Scaphura marginata Walker, 1869
- Scaphura nigra Thunberg, 1824
- Scaphura obscurata Stoll, 1813